# محمد شریعتی
محمد شریعتی (زاده ۲۳ اردیبهشت ۱۳۵۵ در آمل – درگذشته ۲۳ مرداد ۱۴۰۳ در وین) بازیکن و مربی والیبال اهل ایران بود.

## حرفه
محمد شریعتی که سابقه عضویت در تیم ملی والیبال ایران را در کارنامه خود دارد با تیم ملی به مقام سومی جام ملت‌های آسیا ۲۰۰۳ دست یافت و در سال ۲۰۰۶ هم عضو تیم ملی در قهرمانی جهان ژاپن بود. قهرمانی بازی‌های همبستگی اسلامی ۲۰۰۵ نیز از دیگر دستاوردهای او به عنوان بازیکن با تیم ملی ایران بود. وی همچنین در مسابقات قهرمانی زیر ۲۰ سال آسیا ۱۹۹۸ که به قهرمانی ایران منجر شد به عنوان بهترین پاسور جوان آسیا انتخاب شد. شریعتی در رده باشگاهی نیز سابقه بازی کردن در تیم‌های بانک صادرات، صنام تهران، پاس تهران، ابومسلم خراسان، سایپا، پیکان تهران، پرسپولیس و کاله مازندران را در کارنامه خود دارد. وی همچنین به عنوان یکی از مربیان باشگاه کاله در لیگ برتر فعالیت داشت.

## درگذشت
محمد شریعی که برای اقامت و مربیگری تیم والیبال نوجوانان وین، در این شهر، جایی که همسر و تنها فرزندش اقامت داشتند حضور داشت، در عصر سه شنبه ۲۳ مرداد ۱۴۰۳ بعد از پیروزی در یک بازی دوستانه به دلیل سکته قلبی در سن ۴۸ سالگی درگذشت.